# Физиолошки раствор
Физиолошки раствор (енгл. saline, saline solution) је 0,9% m/V раствор натријум хлорида у редестилованој стерилисаној води. Примарна употреба му је у медицини за интравенозну хидратацију дехидрираног пацијента или оног који не може нормалним путем да уноси течност.
Нормални физиолошки раствор је нешто разређенији од крви у погледу количине електролита. Међутим, конвенционално се на нормални физиолошки раствор гледа као на изотоничан раствор, што практично значи да су осмотски притисци крви и физиолошког раствора једнаки. До краја прецизно говорећи, међутим, потпуно изотоничан раствор био би за око 6‰ богатији натријум хлоридом (био би то 0,96% m/V раствор). Осим што снабдева пацијента водом на безбедан начин, физиолошки раствор је и извор натријума, изузетно битног електролита у људском телу као и хлора. Ово је нарочито битно код пацијената који такође не могу да узимају ни храну. Након успостављања хидрираности код пацијента, како се тело не би оптерећивало превеликим количинама натријума, углавном се прелази на неку другу верзију физиолошког раствора (одржавајућу)..
Обично се количина натријум хлорида смањује, али како је директан унос велике количине хипотоничног раствора у крвоток опасан, то се надокнађује додавањем глукозе у раствор што одржава његову изотоничност. Стандард је да се за овакве растворе користи глукоза монохидрат.
Уобичајене варијације нормалног физиолошког раствора су:
- 0,45% раствор  са додатком 5% глукозе у одговарајућој количини
- 0,22% раствор  са додатком 5% глукозе у одговарајућој количини
- 4% раствор глукозе са 0,18% раствором

Уобичајене дневне количине физиолошког раствора које се примењују зависе од општег стања пацијента и варирају између 1,5 - 3 литра.
Осим у интравенозној примени, физиолошки раствор се често користи за испирање контактних сочива, у интраназалним спрејевима, за инхалацију и др.